# بولویا
بُلویا (به اسپانیایی: Bolulla) دهستانی در استان آلیکانتهٔ اسپانیا است.
در این دهستان ۴۱۵ نفر زندگی می‌کنند. مساحت این دهستان ۱۳٫۴۹ کیلومتر مربع است.